# 伊恩·卡梅伦
伊恩·卡梅伦（英語：Ian Cameron，1950年—2024年7月12日） 是一位英国汽车设计师。

## 生平
1950年出生于英国，1975年毕业于皇家艺术学院，之后任职于意大利一家汽车设计公司宾尼法利纳，1981年加入依维柯担任首席设计师。1992年加入宝马担任外观设计经理，1999年被任命为劳斯莱斯汽车设计总监。2012年退休后担任一段劳斯莱斯汽车时间品牌大使。
2024年7月12日在德国巴伐利亚州豪宅内被谋杀，妻子翻墙逃走并报警。

### 设计车型
- BMW 3系列 (E46)  外观设计[4]
- BMW Z8  外观设计
- 劳斯莱斯幻影  设计主管[5]
- 劳斯莱斯古思特  设计主管

## 家庭
妻子弗蕾娜·克洛斯同样是宝马设计师。